# Jancsovics Antal
Jancsovics Antal (Orosháza, 1937. szeptember 21. –) karmester, zenetanár.

## Élete
Középfokú tanulmányait 1952 és ’56 között a győri Állami Zenekonzarvatóriumban végezte Barsi Ernő (hegedű), Gerentsér Márton (ütőhangszerek) és Halmos László (zeneszerzés) növendékeként. 1956-tól a budapesti Zeneakadémián Viski Jánosnál zeneszerzést tanult, a karmesterképzőt Kórodi András irányításával végezte. További tanulmányokat folytatott Weimarban és Leningrádban Arvīds Jansonsnál. Oklevelét 1963-ban szerezte meg. 
Pályáját az Operaház korrepetitoraként kezdte. 1965–66-ban a MÁV Szimfonikus Zenekarának hegedűse, egyúttal a KISZ Központi Művészegyüttesének karmestere. 1966-ban a római Santa Cecilia Akadémia karmesterversenyén diplomát kapott. 1967-től a soproni zeneiskola, 1970-től a győri zeneművészeti szakközépiskola igazgatója. 1973-tól számos mű, főként Andreas Rauch alkotásainak közreadója volt a Zeneműkiadónál. Az 1970-es évek elején a Békéscsabai Szimfonikus Zenekar karmestereként komoly fejlődést ért el az együttesnél, 1975-ben vette át Sándor Jánostól a Győri Filharmonikus Zenekar művészeti vezetését. 1984-től a Magyar Néphadsereg Művészegyüttesének vezető karmestere. 1988-ban dirigensként tért vissza az Operaházba. 1991-tól a Zeneakadémia szegedi tagozata konzervatóriumának tanára, a győri és pécsi rokonszerverzetek zenekarának karmestere.
Számos hazai zenei szervezetben töltött be vezető tisztséget. Irányította a Népművelési Intézet felsőfokú karmesterképzőjét, a Kóta zenekari bizottságának alelnöke volt. Zenetörténeti kutatásokat folytatott magyar városok zenei életének múltjáról.

## Díjai, elismerései
- Szocialista kultúráért
- 1987 – Liszt Ferenc-díj